# Тифин (Охајо)
Тифин (енгл. Tiffin) град је у америчкој савезној држави Охајо.

## Демографија
По попису из 2010. године број становника је 17.963, што је 172 (-0,9%) становника мање него 2000. године.
| Група             | 2000.          | 2010.          |
| Белци             | 17.220 (95,0%) | 16.522 (92,0%) |
| Афроамериканци    | 264 (1,5%)     | 467 (2,6%)     |
| Азијати           | 92 (0,5%)      | 175 (1,0%)     |
| Хиспаноамериканци | 380 (2,1%)     | 551 (3,1%)     |
| Укупно            | 18.135         | 17.963         |

## Партнерски градови
- Бурса